# Période 4 du tableau périodique
La période 4 du tableau périodique est la quatrième ligne, ou période, du tableau périodique des éléments. Elle contient des éléments du bloc s, du bloc d et du bloc p :
| Élément chimique | Élément chimique | Élément chimique | Famille d'éléments     | Configuration électronique[1] |
| ---------------- | ---------------- | ---------------- | ---------------------- | ----------------------------- |
| 19               | K                | Potassium        | Métal alcalin          | [Ar] 4s1                      |
| 20               | Ca               | Calcium          | Métal alcalino-terreux | [Ar] 4s2                      |
| 21               | Sc               | Scandium         | Métal de transition    | [Ar] 4s2 3d1                  |
| 22               | Ti               | Titane           | Métal de transition    | [Ar] 4s2 3d2                  |
| 23               | V                | Vanadium         | Métal de transition    | [Ar] 4s2 3d3                  |
| 24               | Cr               | Chrome           | Métal de transition    | [Ar] 4s1 3d5 ( * )            |
| 25               | Mn               | Manganèse        | Métal de transition    | [Ar] 4s2 3d5                  |
| 26               | Fe               | Fer              | Métal de transition    | [Ar] 4s2 3d6                  |
| 27               | Co               | Cobalt           | Métal de transition    | [Ar] 4s2 3d7                  |
| 28               | Ni               | Nickel           | Métal de transition    | [Ar] 4s2 3d8                  |
| 29               | Cu               | Cuivre           | Métal de transition    | [Ar] 4s1 3d10 ( * )           |
| 30               | Zn               | Zinc             | Métal de transition    | [Ar] 4s2 3d10                 |
| 31               | Ga               | Gallium          | Métal pauvre           | [Ar] 4s2 3d10 4p1             |
| 32               | Ge               | Germanium        | Métalloïde             | [Ar] 4s2 3d10 4p2             |
| 33               | As               | Arsenic          | Métalloïde             | [Ar] 4s2 3d10 4p3             |
| 34               | Se               | Sélénium         | Non-métal              | [Ar] 4s2 3d10 4p4             |
| 35               | Br               | Brome            | Halogène               | [Ar] 4s2 3d10 4p5             |
| 36               | Kr               | Krypton          | Gaz noble              | [Ar] 4s2 3d10 4p6             |
( * )   Exceptions à la règle de Klechkowski : chrome 24Cr et cuivre 29Cu.